# Nuria Romo Avilés
Nuria Romo Avilés, antropóloga, investigadora española referente en los estudios de género y drogodependencias.  Es profesora catedrática de la Universidad de Granada, perteneciente al Departamento de Antropología Social y al Instituto Universitario de Investigación de Estudios de las Mujeres y de Género. Pertenece y coordina en España la Red de Estudios Sociales de Postgrado (RIES).

## Biografía
Romo es licenciada en Sociología por la Universidad de Granada y desde 2000 es docente en esta universidad, impartiendo clases en diversas titulaciones de licenciatura, grado y posgrado. El campo en el cual ha desarrollado con su labor investigadora y docente con mayor dedicación es el de la Antropología de la Salud, con especial profundización en las líneas de investigación que vinculan el género con violencia, medicalización, salud y drogodependencias. En los últimos años ha consolidado una novedosa línea de investigación cualitativa en el marco de ensayos clínicos, lo cual ha sido fundamental en su contribución al desarrollo de la Antropología de la Salud y de la investigación etnográfica en salud pública. Actualmente participa en dos proyectos de investigación dentro de esta línea: “Smart Technologies for Personalized Nutrition and Consumer Engagement” (2018-2022) y “PAPA_ARTIS: Aortic Aneurysm Repair, Paraplegia Prevention, Randomized Controlled Trial, Thoracoabdominal, Open Repair, Spinal Cord Protection” (2017-2022). 
Por otro lado, es la Investigadora principal   de un proyecto en vigor dentro de la línea de género y usos de drogas: “Violencia de género e interpersonal en contextos recreativos y de uso de drogas (VIGEA). I+D+I. Retos para la Sociedad (2016-2019)”.
Desde 2001, Romo ha participado en programas de Master y doctorado de la Universidad de Granada y otras universidades internacionales. Desde 2009, imparte docencia en inglés en el Master GEMMA, un programa internacional que ha recibido en tres ocasiones consecutivas la distinción Erasmus Mundus concedida por la Comisión Europea.
Además de su docencia en varios programas de grado y posgrado de la Universidad de Granada, ha participado activamente en los programas de otras universidades internacionales (Universidad Peruana Cayetano Heredia en Perú, Universidad Nacional de Luján y Universidad de Buenos Aires (UBA) en Argentina, Universidad Distrital Francisco José de Caldas en Colombia). Por otro lado, durante los últimos diez años, Romo ha participado como docente en el Título propio compartido entre la UGR y la Escuela Andaluza de Salud Pública: "Experta Género y Salud" y en el "Máster Universitario en Drogodependencias" de la Universidad de Deusto (Bilbao).
Ha sido directora del Instituto de Estudios de las Mujeres de la Universidad de Granada durante cinco años (2011-2015).

## Reconocimientos
La actividad docente e investigadora de Romo ha sido reconocida en varias ocasiones. En 2001, recibió el accésit al premio de investigación Dr. Rogeli Duocastella de la Fundación La Caixa por el trabajo "Cultura del baile y riesgo: la influencia del género en los nuevos usos de drogas de síntesis".[cita requerida] En 2017, fue galardonada con un Premio Meridiana en la modalidad "Iniciativas contra la exclusión social o de cooperación al desarrollo".
Actualmente coordina en España la Red de Estudios Sociales de Postgrado (RIES), en la que participan 21 instituciones de educación superior de Latinoamérica, el Caribe y España con el objetivo de intercambiar conocimientos y propuestas de investigación que permitan la investigación conjunta.[cita requerida]

## Trabajos
Entre las publicaciones destacadas de Romo se encuentran:
- La" fiesta" y el" éxtasis" drogas de síntesis y nuevas culturas juveniles. Revista de Estudios de Juventud , 1997, 40, pp. 17-37.
- Mujeres y drogas de síntesis. Género y riesgo en la cultura del baile. Bilbao: Gakoa, 2001.
- Sobre el malestar y la prescripción: un estudio sobre los usos de psicofármacos por las mujeres. Revista Española de Drogodependencias, 2003,  28(4), pp. 372 – 379.
- Mujeres y psicofármacos: la investigación en atención primaria. Revista de la Asociación Española de Neuropsiquiatría, 2004, 23(91), pp. 37 – 61.
- Tecno y Baile. Mitos y Realidades de las diferencias de género. Revista de Estudios de Juventud, 2004, 64, pp. 111 – 116.
- Género y uso de drogas: la invisibilidad de las mujeres. Monografías Humanitas, 2005, pp. 69 – 83.
- Género y uso de drogas. De la ilegalidad a la legalidad para enfrentar el malestar. Trastornos adictivos, 2006, 8(4), pp. 243 - 250.
- Adolescencia, consumo de drogas y comportamientos de riesgo: diferencias por sexo, etnicidad y áreas geográficas en España. Trastornos Adictivos, 2009, 11(1), pp. 51 – 63.
- Girl power: risky sexual behaviour and gender identity amongst young Spanish recreational drug users. Sexualities. Studies in Culture and Society, 2009, 12(3), pp. 355 – 377.
- From illegal poison to legal medicine. a qualitative research in a Heroin Prescription Trial in Spain. Drug and Alcohol Review, 2009, 28(2), pp. 186 – 195.
- Debates en torno a la metodología feminista y su aplicación a la investigación en salud. En: Los estudios de las mujeres en España y Argentina: propuesta para el debate Archivado el 11 de mayo de 2018 en Wayback Machine.. Buenos Aires: Prometeo, 2009, pp. 37 – 57.
- La mirada de género en el abordaje de los usos y abusos de drogas. Revista Española de Drogodependencias, 2010, 35(3), pp. 269 – 272.
- Las chicas también se arriesgan. En: De riesgos y placeres. Manual para entender las drogas. Lleida: Milenio, 2013, pp. 239 - 251.
- Performing masculinity, influencing health: a qualitative mixed-methods study of young Spanish men. Global Health Action, 2013, 6 – 21134.
- Learning to be a Girl: Gender, Risks and Legal Drugs Among Spanish Teenagers Archivado el 11 de mayo de 2018 en Wayback Machine.. En: Gendered drugs and medicine. Historical and sociocultural perspectives. London: Routledge, 2016, pp. 217 – 235.
- Doing gender in spanish same-sex couples. The Distribution of Housework and Childcare. Journal of Gender Studies, 2017, pp. 1-11.
- “I like to be different from how I normally am”: Heavy alcohol consumption among female Spanish adolescents and the unsettling of traditional gender norms. Drugs Education Prevention and Policy, 2018, 25(3), pp. 262 – 272.
- Drugs and Gender. En: Drugs and Social Context – Social Perspectives on Alcohol and Other Drugs. Cham: Springer, 2018, pp. 63 - 75.
- Not without my mobile phone: alcohol binge drinking, gender violence and technology in the Spanish culture of intoxication [con María Angeles García Carpintero y Laura Pavón Benítez]. Drugs: Education, Prevention and Policy, 2019. DOI: 10.1080/09687637.2019.1585759
- Paraplegia prevention in aortic aneurysm repair by thoracoabdominal staging with 'minimally invasive staged segmental artery coil embolisation' (MIS²ACE): trial protocol for a randomised controlled multicentre trial [con David Petroff et al]. BMJ Open, 2019, 9: 1-8.